# Zwerg-Hahnenfuß
Der Zwerg-Hahnenfuß (Ranunculus pygmaeus) ist eine Pflanzenart aus der Gattung Hahnenfuß (Ranunculus) in der Familie der Hahnenfußgewächse (Ranunculaceae).

## Beschreibung

### Vegetative Merkmale
Der Zwerg-Hahnenfuß ist eine ausdauernde krautige Pflanze, die Wuchshöhen von nur 4 bis 7 Zentimetern erreicht. Ihr „Wurzelstock“ ist kurz und mehr oder weniger knollig, braun beschuppt mit zahlreichen Seitenwurzeln. Die Wurzeln sind mit Durchmessern von 0,1 bis 0,6 Millimetern relativ dünn. Der aufrechte oder bogig aufsteigende, 1 bis 5, selten bis zu 10 Zentimeter lange Stängel ist einfach oder verzweigt und spärlich fein behaart.
Die ein bis zwei, selten bis zu vier haltbaren Grundblätter sind in Blattstiel, -scheide und -spreite gegliedert. Die breite Blattscheide ist weißhäutig. Ihre kahle Blattspreite ist bei einer Länge von 4,5 bis 9 Millimetern sowie einer Breite von 5 bis 15 Millimetern im Umriss nierenförmig bis breit-herzförmig bis quer-elliptic oder fast kreisförmig. Diese Blattspreite ist und tief in drei bis fünf ganzrandige Blattabschnitte geteilt. Mindestens die seitlichen Blattabschnitte sind nochmals gelappt und ihre Basis ist gestutzt oder fast herzförmig und das obere Ende ist gerundet bis stumpf. Von den meist zwei Stängelblättern gleicht das untere den Grundblättern, ist aber tiefer in drei bis fünf linealisch-lanzettliche Abschnitte geteilt. Das obere Blättchen ist sitzend, hat eine einfache lanzettliche Spreite mit weißhäutigen runden Blattöhrchen und ist am Rand zerstreut mit langen Haaren besetzt.

### Generative Merkmale
Die Blütezeit reicht Juli bis August. Je Stängel ist nur eine Blüte vorhanden. Der Blütenstiel ist kahl oder nach oben hin zottig bis flaumig behaart.
Die zwittrige Blüte ist bei einem Durchmesser von 5 bis 10 Millimetern radiärsymmetrisch und fünfzählig mit doppelter Blütenhülle. Der Blütenbecher ist kahl. Die fünf hell-bräunlichen bis blassgelben Kelchblätter sind bei einer Länge von 2 bis 3,5 Millimetern sowie einer Breite von 1,2 bis 1,6 Millimetern eiförmig; die Außenseite ist spärlich farblos behaart. Die fünf hellgelben Kronblätter sind bei einer Länge von 1,5 bis 3,5 Millimetern sowie einer Breite von 1,1 bis 2,8 Millimetern eiförmig mit schwach ausgerandetem oberen Ende. Die Nektarschuppen sind kahl.
Die Sammelnussfrucht ist  bei einer Länge von 2,5 bis 7 Millimetern sowie einem Durchmesser von 2,5 bis 5 Millimetern eiförmig bis fast kugelig oder zylindrisch und enthält 50 bis 60 Nüsschen. Die glatten, kahlen Nüsschen sind bei einer Länge von 1,0 bis 1,4 Millimetern sowie einer Breite von 0,8 bis 1 Millimetern rundlich oder undeutlich nierenförmig. Der Fruchtschnabel ist gerade oder gebogen und bei einer Länge von 0,3 bis 0,7 Millimetern pfriemlich oder länglich und am oberen Ende etwas eingerollt.
Die Chromosomenzahl beträgt 2n = 16.

## Vorkommen
Der Zwerg-Hahnenfuß ist ein arktisch-alpines Florenelement. Er kommt in Nordamerika, Grönland, Spitzbergen, Sibirien, Skandinavien, in den Alpen und in den Karpaten vor. Er gedeiht in Schneetälchen, an Gletscherrändern, an Moränenhängen und an feuchten Felsbändern. Er ist in den Alpen eine Charakterart des Polytrichetum sexangulare aus dem Verband Salicion herbaceae. Er wächst in den Zentralalpen auf Silikat und Glimmerschiefer in Höhenlagen von 1800 bis 2700 Metern.
In Deutschland fehlt der Zwerg-Hahnenfuß.
In der Schweiz kommt Ranunculus pygmaeus nur im Unterengadin in Macun sowie Val Mora vor. Ranunculus pygmaeus gilt in der Roten Liste der gefährdeten Arten als „stark gefährdet“ und eine sehr hohe nationale Priorität der Verantwortung für den Schutz der Schweiz wird dabei erwähnt.
Die ökologischen Zeigerwerte nach Landolt et al. 2010 sind in der Schweiz: Feuchtezahl F = 4 (sehr feucht), Lichtzahl L = 4 (hell), Reaktionszahl R = 2 (sauer), Temperaturzahl T = 1 (alpin und nival), Nährstoffzahl N = 2 (nährstoffarm), Kontinentalitätszahl K = 1 (ozeanisch).

## Taxonomie
Die Erstbeschreibung von Ranunculus pygmaeus erfolgte 1812 durch Göran Wahlenberg in Flora Lapponica, S. 157. Ein Synonym für Ranunculus pygmaeus Wahlenb. ist Ranunculus tappeineri Bamb.